# Копальня Наракупа
Копальня Наракупа (Naracoopa) – колишнє дрібне гірничодобувне підприємство на південному сході Австралії.
В 1968 році компанія Mount Costigan Mines через свою дочірню структуру Naracoopa Rutile Ltd узялась за розробку прибережних пісків з підвищеним вмістом важких мінералів в районі Наракупа на східному узбережжі острова Кінг, що лежить у Бассовій протоці. Фактичний видобуток тривав з 1969 по 1972 роки, коли змогли вилучити 20 тисяч тонн рутилу та 16 тисяч тонн циркону. Роботи припинились через недостатні запаси родовища та певні технічні проблеми.
Невдовзі розробку спробувала відновити інша компанія Buka Minerals, що діяла через Kibuka Mines. В 1975 – 1976 роках вона видобула 626 тонн рутилу, 6989 тонн циркону та 712 тонн цирконового борошна. Втім, Buka Minerals зустрілась з тими саме проблемами та завершила роботи в 1977-му.